# ائوزین بی
ائوزین بی (انگلیسی: Eosin B) یکی از ترکیبات ائوزین است.